# -phagie
-phagie (von altgriechisch φαγεῖν phagein, deutsch ‚essen, fressen‘) ist ein gebundenes Lexem, im Sinne eines nachgestellten Wortbildungselements (Suffix), mit der sich weibliche Substantive bilden lassen. Die Pluralform lautet -phagien.

## Biologie
Die zusammengesetzten Wörter bezeichnen in der Biologie Ernährungsweisen nach bestimmten Nahrungstypen:
- Monophagie (sehr enges Nahrungsspektrum von Lebewesen)
- Oligophagie (auf wenige Nahrung ausgerichtete Tiere)
- Polyphagie (Ökologie) (Breites Nahrungsspektrum von Tieren);

- Entomophagie (Insektenfresser)
- Hippophagie (Pferdefresser)
- Koprophagie (Kotfresser)
- Mycetophagie (Pilzfresser)
- Nekrophagie (Aasfresser)
- Pantophagie (Allesfresser)
- Phytophagie (Pflanzenfresser)
- Saprophagie (Faulstofffresser)
- Xylophagie (Holzfresser)
- Zoophagie (Fleischfresser)

- Geophagie (Erdeessen), als ausschließliche Ernährung beispielsweise von Würmern oder zur Nahrungsergänzung beispielsweise von Hunden und Menschen,[2]
- Matriphagie, steht für Tierarten (v. a. Gliederfüßer), deren Jungtiere das eigene Muttertier fressen
- Lithophagie, einerseits die Aufnahme von Steinen in den Verdauungstrakt, siehe unter Gastrolith, andererseits eine Ernährungsweise, bei der Steine an- und abgenagt werden (nur bei einigen Schneckenarten).[3]

Dem griechischen φαγεῖν entspricht semantisch das lateinische Verb vorare, aus dem einige Termini gebildet werden statt mit -phagie, beispielsweise
- Karnivoren (die entsprechende aus dem Griechischen abgeleitete Bezeichnung Sarkophagen steht für eine Form von Särgen),
  - fleischfressende Tiere,
  - fleischfressende Pflanzen,
  - fleischfressende Pilze,
- Herbivoren (Pflanzenfresser),
- Omnivoren (Allesfresser),
- Piscivoren (Fischfresser; mit dem entsprechenden griechischen Begriff Ichthyophagen wurden in der Antike Volksgruppen bzw. Völker bezeichnet, die auf primitive Weise lebten und sich von Fischen ernährten).

## Medizinische Pathologie
In der medizinischen Pathologie gibt es
- Allotriophagie (eine Essstörung),
- Dermatophagie (Hautbeißen),
- Koprophagie bei Menschen (Kotessen),
- Onychophagie (Abkauen der Finger- oder Zehennägeln),
- Polyphagie (Medizin) (krankhaft gesteigerter Appetit und entsprechend überhöhte Nahrungsaufnahme),
- Trichophagie (krankhaftes Haareessen).